# Luca Sperandio
Luca Sperandio (Treviso, 28 gennaio 1996) è un rugbista a 15 italiano, attivo nel ruolo di estremo o tre quarti ala del Rugby Vicenza.

## Biografia
Cresciuto a Conscio, frazione comunale di Casale sul Sile, Luca Sperandio proviene da una famiglia di sportivi (suo fratello Matteo è pallavolista); formatosi nelle giovanili del Benetton, club con il quale vinse i campionati italiani Under-16 e Under-18.
Nel 2014 fu girato in prestito biennale al Mogliano in Eccellenza, periodo durante il quale partecipò al mondiale giovanile 2016 con l'Under-20 chiuso al nono posto.
Finito il prestito, tornò nel 2016 alla Benetton in Pro12, e nel corso della stagione debuttò per l'Italia nel Sei Nazioni 2017 a Roma contro la Francia.
A tutto il 2020 ha disputato 8 incontri internazionali.

## Palmarès
- Coppe Italia: 1
Rovigo: 2024-25